# Denise Bertschi
Denise Bertschi (* 7. Mai 1983 in Aarau, im Kanton Aargau) ist eine schweizerische bildende Künstlerin und promovierte Forscherin an der Schnittstelle zwischen visueller und materieller Kultur, (Architektur-)Geschichte und Urban Studies. Sie zeigt recherchebasierte Arbeiten, Installationen und Künstlerpublikationen. Als Forscherin publiziert sie in Journals und akademischen Publikationen.

## Leben und Wirken
Denise Bertschi promovierte 2024 an der École polytechnique fédérale de Lausanne im „Arts of Sciences Laboratory“ des Departements Architektur. Davor absolvierte sie 2012 den Bachelor für Visuelle Kommunikation an der Zürcher Hochschule der Künste und den Master in Contemporary Artistic Practices im Fine Arts Departement der Haute école d’art et de design (HEAD) Genf (2015). Ihre internationale Ausstellungs- und Forschungstätigkeit führte sie nach Brasilien, Südkorea, Südafrika und Namibia. Gemeinsam mit Tomás Bartoletti kuratierte Bertschi 2024 die Ausstellung Naming Natures, die als SNSF Agora-Projekt gefördert wurde. 2024–2025 erhielt sie eine Post-doc Fellowship am Collegium Helveticum in Zürich.
Bertschis künstlerischer Forschungspraxis besteht darin, dass sie zusammenträgt (Sammeln), vor Ort Spuren sucht (Dokumentieren) und dann beginnt, in verschiedene künstlerische Medien zu übersetzen (Präsentieren). Eines der Hauptthemen Bertschis’ Forschungstätigkeit ist die Kolonialgeschichte der Schweiz und eine kritische Hinterfragung der Neutralität der Schweiz. Sie setzt sich mit verschiedenen Aspekten des komplexen Themas auseinander.

## Ausstellungen (Auswahl)

### Einzelausstellungen
- 2020: Manor Kunstpreis, kuratiert von Yasmin Afschar, Aargauer Kunsthaus, Aarau[1]
- 2021: State Fiction. Neutral Only on the Outside (2021), Fotomuseum Winterthur, Winterthur[5]
- 2021: Oasis of Peace. Neutral Only on the Outside, kuratiert von Claire Hoffmann, Centre culturel suisse, Paris[6]
- 2024: Spatial convers(i)or, in Zusammenarbeit mit den brasilianischen Künstlerinnen Aline Motta und Pedro Zylbersztain, Centre d'art Neuchâtel, Neuchâtel[7]

### Gruppenausstellungen
- 2021: Ecosystems of Relation, mit Jeremy Deller, Tenki Hiramatsu, Super Dakota Galerie, Brüssel
- 2021: Quilombo, in Zusammenarbeit mit dem WAZA Art Center, Kongo, kuratiert von Samuel Leuenberger und Benedict Wyss
- 2021: Landliebe. Kunst und Landwirtschaft, kuratiert von Damian Jurt, Bündner Kunstmuseum, Chur
- 2022: Most beautiful books in Swiss, Bundesamt für Kultur, Helmhaus Zürich
- 2022: Denise Bertschi à La Becque, zusammen mit Marina Abramovic, Lebohang Kgyange, Thomas Struth, Martin Parr, Images Vevey Visual Arts Biennale[8]
- 2022: Equilibre Préquaire, mit Olafur Eliasson, Nina Haab und Nicolas Cilins, Internationales Rotkreuz- und Rothalbmondmuseum, Genf
- 2023: Colonial Endurance, TOK Kuratoren, Het Nieuwe Instituut, Rotterdam
- 2024: Colonial. Switzerland’s global entanglements, historische Ausstellung, Landesmuseum Zürich, Zürich
- 2024: Apropos Hodler, kuratiert von Cathérine Hug und Sandra Gianfreda, Kunsthaus Zürich
- 2025: Modell Neutralität, kuratiert von Katharina Ammann & Bassma El Adisey, Aargauer Kunsthaus, Aarau

## Auszeichnungen (Auswahl)
Denise Bertschi wurde 2020 der Manor Kunstpreis im Aargauer Kunsthaus verliehen und erhielt mehrere Stipendien durch Pro Helvetia, das Aargauer Kuratorium und das Getty Research Institute in Los Angeles. Sie nahm an Artist-in-Residence-Programmen teil, die ihr Arbeitsaufenthalte in der Schweiz (La Becque Résidence d’Artiste), Südafrika Brasilien und den USA ermöglichten. 2019 und 2022 wurde sie mit dem Preis für Most Beautiful Swiss Books ausgezeichnet.

## Werke in Sammlungen
- Kunstsammlung der Stadt Zürich
- Aargauer Kunsthaus[10]
- Musée d’Art et d’Histoire de Neuchâtel
- Johann Jakobs Museum Zürich